# Jürgen Klute

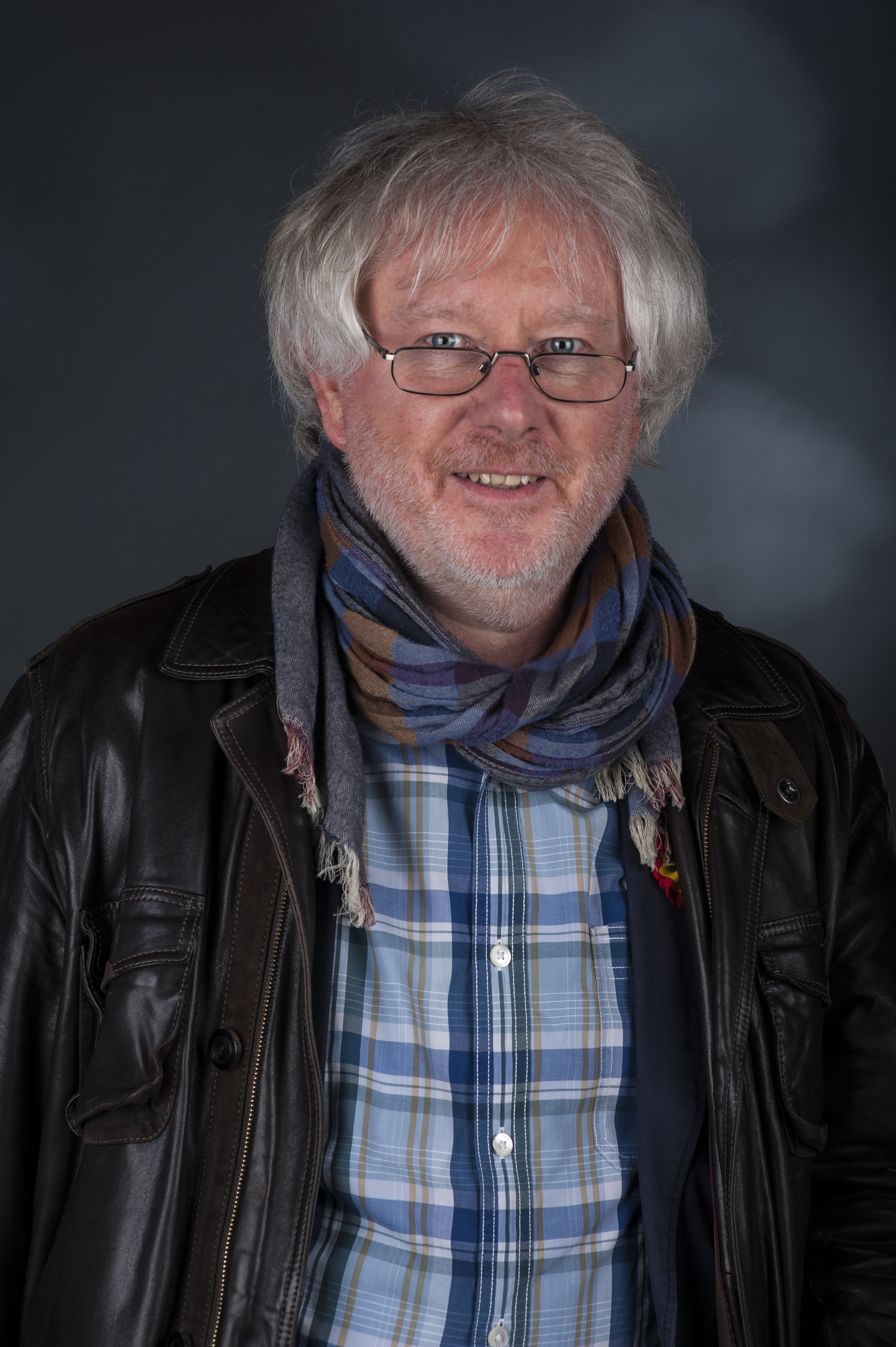
Jürgen Klute in februari 2014

Jürgen Klute (Bünde, 13 oktober 1953) is een Duitse lutherse dominee en politicus.
Klute studeerde tussen 1974 en 1981 theologie in Bielefeld en Marburg. Nadien bekleedde hij het ambt van dominee in Herne. Klute heeft boeken geschreven met betrekking op de relatie tussen christendom en sociaaldemocratie.
In mei 2005 was hij kandidaat voor de Landdagverkiezingen in Noordrijn-Westfalen voor het nieuwe Verkiezingsalternatief Arbeid en Sociale Gerechtigheid (WASG).
Sinds 2009 is hij lid van het Europees Parlement voor Die Linke.

## Werken
- Zukunft der Arbeit in einem neuen Gesellschaftsvertrag (2001), met Wolfgang Belitz en Hans-Udo Schneider.
- Hart(z) am Rande der Seriosität? Die Hartz-Kommission als neues Modell der Politikberatung und -gestaltung? Komentare und Kritiken (2002), met Axel Gerntke, Axel Troost en Achim Trube (Red.).
- Gute Arbeit/ Good Work (2004), met Herbert Schlender en Sabine Sinagowitz (Red.).
- AGORA - Von der Kohle zum Amphitheater. Kleine Schritte in Richtung Europa (2004), met Lioba Schulte en Spyros Papaspyrou (Red.).

- Gemeinsame Normdatei: 122099737
- International Standard Name Identifier: 0000 0000 7782 6987
- Library of Congress Control Number: n2002115405
- Réseau des bibliothèques de Suisse occidentale: 02-A008737860
- Virtual International Authority File: 103693011
- WorldCat: E39PBJbM6Xb4XCcFdgGvy8H9jC